# Ligne Kururi
La ligne Kururi (久留里線, Kururi-sen) est une ligne ferroviaire du réseau East Japan Railway Company (JR East) au Japon. Elle relie les gares de Kisarazu et Kazusa-Kameyama dans la préfecture de Chiba, au cœur de la péninsule de Bōsō.

## Histoire
La ligne ouvrit entre Kisarazu et Kururi en 1912. L'écartement des rails était alors de 762 mm.
En 1923, la ligne est nationalisée par la Société gouvernementale des chemins de fer japonais. En 1930, l'écartement est converti à 1067 mm et en 1936, la ligne est prolongée à Kazusa-Kameyama, son terminus actuel.

## Caractéristiques

### Ligne
- Longueur : 32,2 km
- Écartement : 1 067 mm
- Nombre de voies : Voie unique

### Tracé
|  |

### Liste des gares
| Gare             | Nom japonais | Distance depuis Kisarazu (km) | Correspondances  | Localisation | Localisation        |
| ---------------- | ------------ | ----------------------------- | ---------------- | ------------ | ------------------- |
| Kisarazu         | 木更津       | 0                             | JR East : Uchibō | Kisarazu     | Préfecture de Chiba |
| Gion (ja)        | 祇園         | 2,6                           |                  | Kisarazu     | Préfecture de Chiba |
| Kazusa-Kiyokawa  | 上総清川     | 4,2                           |                  | Kisarazu     | Préfecture de Chiba |
| Higashi-Kiyokawa | 東清川       | 6,1                           |                  | Kisarazu     | Préfecture de Chiba |
| Yokota           | 横田         | 9,3                           |                  | Sodegaura    | Préfecture de Chiba |
| Higashi-Yokota   | 東横田       | 10,8                          |                  | Sodegaura    | Préfecture de Chiba |
| Makuta           | 馬来田       | 13,9                          |                  | Kisarazu     | Préfecture de Chiba |
| Shimogōri        | 下郡         | 15,2                          |                  | Kimitsu      | Préfecture de Chiba |
| Obitsu           | 小櫃         | 18,2                          |                  | Kimitsu      | Préfecture de Chiba |
| Tawarada         | 俵田         | 20,0                          |                  | Kimitsu      | Préfecture de Chiba |
| Kururi (ja)      | 久留里       | 22,6                          |                  | Kimitsu      | Préfecture de Chiba |
| Hirayama         | 平山         | 25,7                          |                  | Kimitsu      | Préfecture de Chiba |
| Kazusa-Matsuoka  | 松丘         | 28,3                          |                  | Kimitsu      | Préfecture de Chiba |
| Kazusa-Kameyama  | 上総亀山     | 32,2                          |                  | Kimitsu      | Préfecture de Chiba |

## Matériel roulant
La ligne Kururi est parcourue par des autorails de la série KiHa E130-100 depuis le 1er décembre 2012.

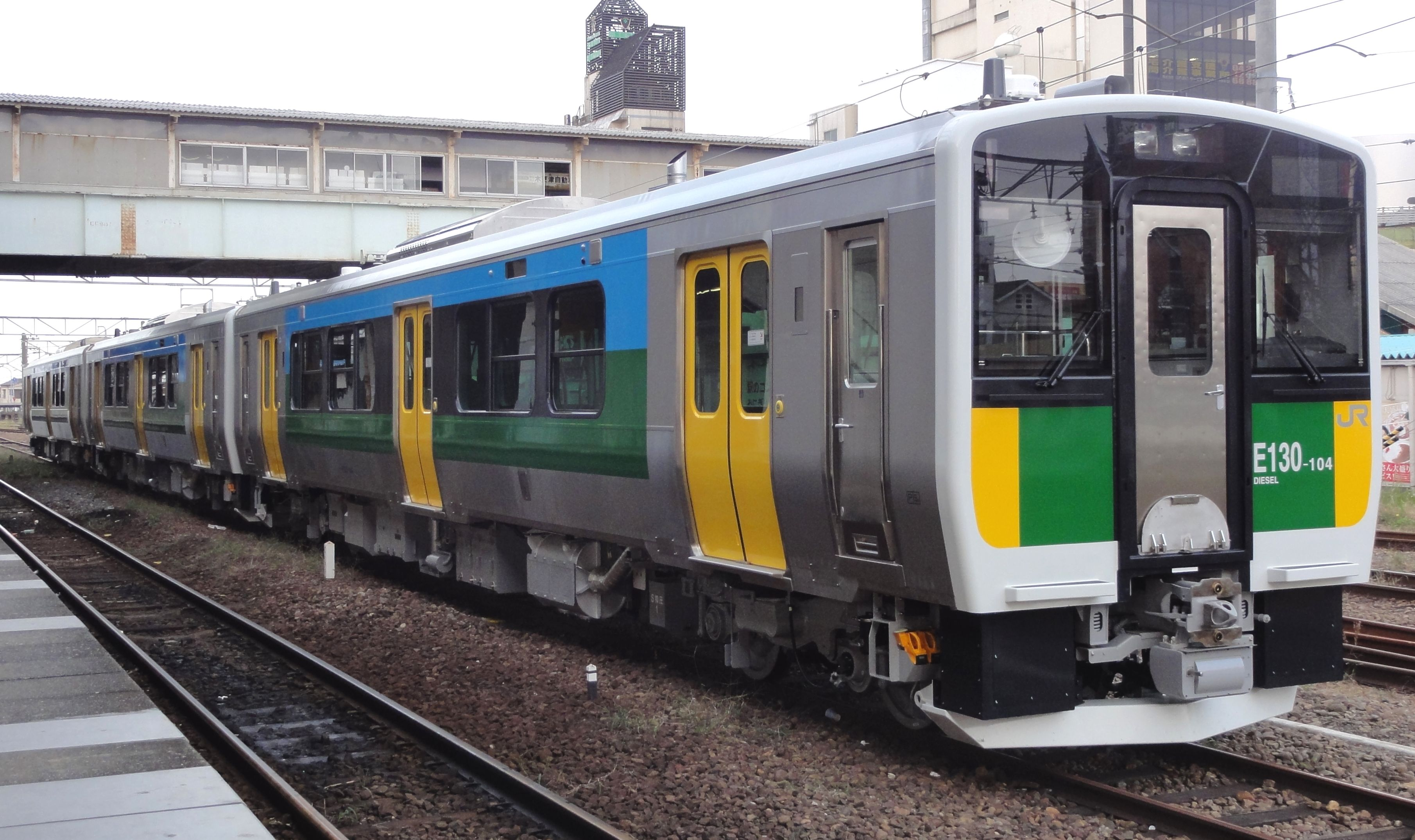
JR série KiHa E130-100